# دانشگاه هایبوساک ایروان
دانشگاه هایبوساک ایروان (به انگلیسی: Haybusak University of Yerevan)، یکی از اولین دانشگاه‌های آزاد تأسیس شده در ایروان، ارمنستان می‌باشد که در سال ۱۹۹۰ میلادی توسط لوون هاروتونیان عضو انجمن عملی ارمنستان تأسیس شد.
در سال ۲۰۰۷ این دانشگاه ۵۴۰۰ دانشجو، ۶۰۰۰ دانشجو فارغ‌التحصیل شده و ۳۰۰ استاد (از جمله ۴۸ پروفسور، ۶۴ دکتر تخصصی(PhD) و ۱۲ استاد عضو انجمن علمی) داشت و در سال ۲۰۰۱ مجوز رسمی دولتی دریافت کرد.
رشته‌های دانشگاه هایبوساک ایروان شامل: پزشکی، دندان‌پزشکی، داروسازی، اقتصاد، علوم انسانی و روابط بین‌الملل است.
در سال ۲۰۰۶ دانشگاه هایبوساک ایروان، دانشگاه آزاد ارمنستان، مؤسسه روابط بین‌الملل و کالج پایه هایبوساک ملحق شدند و آکادمی بین‌المللی آموزش و پرورش (International Academy of Education) را تشکیل دادند.